# Pierre Desgranges (anarchiste)
Pour les articles homonymes, voir Pierre Desgranges.
Pierre François Desgranges dit François Grange est un militant anarchiste né à Villefranche-sur-Saône le 10 juin 1865, et mort dans la même ville le 16 juillet 1898.

## Biographie
Comme son père et son frère Victor, il travaille dans une fabrique de balais.
À partir de 1890, il se fixe à Lyon et participe aux activités de plusieurs groupes libertaires de la ville : Jeunesse antipatriote, Les Ennemis de toute candidature, Ni dieu ni maître.
En 1896, il prend part, aux conférences de Sébastien Faure et tente de créer une revue Jeunesse nouvelle qui n'aura que 2 ou 3 numéros.
Gravement malade, il meurt dans sa ville natale le 16 juillet 1898 à l'âge de 33 ans.

## Sources
- Dictionnaire international des militants anarchistes, notice biographique.
- L'Éphéméride anarchiste : notice biographique.